# Memnonia fossitia
Memnonia fossitia är en insektsart som beskrevs av Ball 1937. Memnonia fossitia ingår i släktet Memnonia och familjen dvärgstritar. Inga underarter finns listade i Catalogue of Life.